# ترکانده
ترکانده، روستایی از توابع شهرستان سلطانیه در استان زنجان ایران است.

## جمعیت
این روستا در دهستان سنبل آباد قرار دارد و براساس سرشماری مرکز آمار ایران در سال ۱۳۸۵، جمعیت آن ۲۳۹ نفر (۵۷خانوار) بوده‌است.